# Bisdom Igilgili

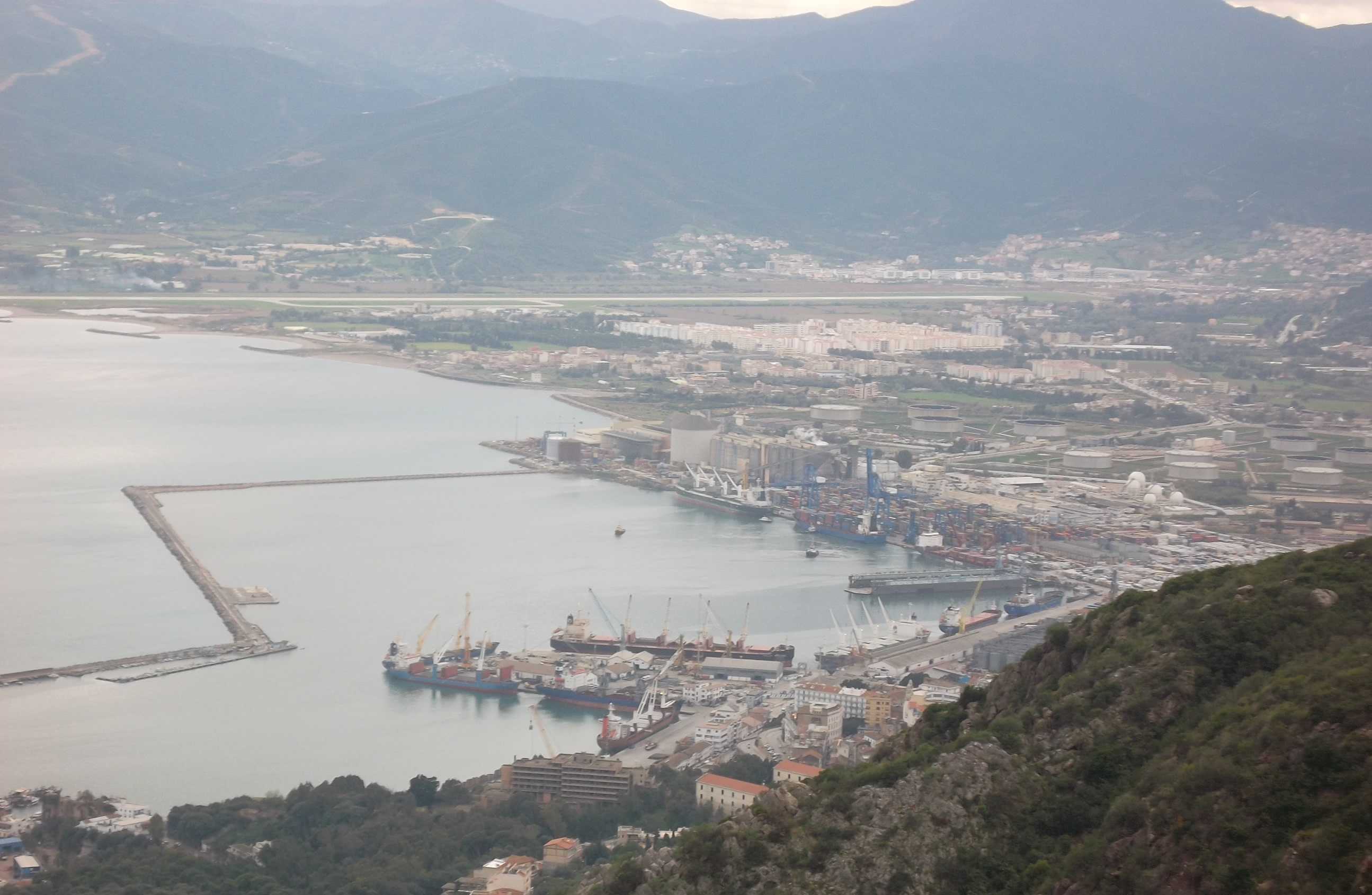
Huidige kuststad Jijel, Algerije

Het bisdom Igilgili (Latijn: Diocesis Igilgilitanus) was een West-Romeins bisdom in de 5e eeuw.

## Romeins bisdom
De huidige plaats van de voormalige bisschopszetel is de kuststad Jijel in Algerije. De Romeinse naam was Igilgili en de Frans-koloniale naam was Djidjelli. De oorsprong is Fenicisch en/of Joods. In het Romeinse Rijk stond bestond Igilgili uit een castellum. Igilgili staat geboekstaafd bij Ptolemeus, Plinius en Ammianus Marcellinus. Het Romeins castellum stond te midden een bosrijk gebied. Igilgili behoorde tot de provincie Numidië. 
Het bisdom Igilgili kende bisschoppen van het jaar 411 tot 484. In tegenstelling tot andere bisdommen in Numidië zetelde er nooit een donatisten bisschop. De laatste bisschop van Igilgili, Domitianus, werd verjaagd (484) door Hunerik, koning van het Vandalenrijk in Noord-Afrika. Van het Romeinse castellum schiet niets over.

## Titulair bisdom
Vanaf de 20e eeuw verleent de Rooms-katholieke kerk de titel van bisschop van Igilgili als eretitel.